# 賈德森大學
賈德森大學（英語：Judson University）是位於美國伊利諾伊州埃爾金的一所私立文理學院，成立於1963年。其名稱是為了紀念艾多奈拉姆·耶德遜。2015年《美國新聞與世界報道》在“中西部大學”排名中將其列在第36位。

## 外部連結
- Official website （页面存档备份，存于）
- Official athletics website （页面存档备份，存于）
- Official Facebook website （页面存档备份，存于）
- Official YouTube website （页面存档备份，存于）
- Official Twitter website （页面存档备份，存于）

42°3′59″N 88°17′43″W / 42.06639°N 88.29528°W